# Kaos
Kaos Online foi um MMORPG coreano distribuído pela Gunsoft no Brasil, lançado em 16 de setembro de 2006.
Em 2015 começaram a circular os servidores privados com o vazamento da codificação. Em 2015 abriu então o primeiro servidor brasileiro (Kaos revenge, renomeado para Laghaim Arkhan posteriormente, sendo que em 2014 havia um único servidor online, europeu, o LhGenericname01). Houve outros servidores europeus (Laghaim Vendetta, Edens Elite, Laghaim Invictus). Em 2016 houve o inicio de outro servidor brasileiro (Laghaim Revolution) que ficou ativo até o final de 2018. Em 2018 houve um novo vazamento dos arquivos dando inicio a novos servidores (Laghaim Online New - brasileiro, Laghaim International, Laghaim Maximus, Laghaim Destiny, Laghaim Avengers, Laghaim Thailand, e mais recentemente o Kaos Online). Nenhum destes servidores tem vínculo com a desenvolvedora do jogo mas vários deles já implementaram diversas novidades como modelagem mais nova, armas, armaduras, monstros, skills, e novos sistemas foram adicionados.
Em 2020 o servidor Laghaim Revolution retorna com o nome de Laghaim Revolution 2, ainda existem Laghaim Call Of Chaos, Laghaim New e outros servidores que continuam a atualizar as interfaces e sistemas.